# ذي الدرب (النادرة)

تعديل مصدري - تعديل

ذي الدرب هي إحدى قرى عزلة شعب المريسي بمديرية النادرة التابعة لمحافظة إب، بلغ تعداد سكانها 927 نسمة حسب تعداد اليمن لعام 2004.